# Wamba
Wamba este un oraș în  provincia Haut-Congo, Republica Democrată Congo. În 2012 avea o populație de 18 100 de locuitori, iar în 2004 avea 15 867.